# سیکس فیت آندر
سیکس فیت آندر (به انگلیسی: Six Feet Under) یک گروه موسیقی دث متال آمریکایی است که در تمپا فلوریدا در سال ۱۹۹۳ پایه‌گذاری شد. گروه در اصل یک پروژه جانبی بود که توسط کریس بارنز که در گروه کنیبال کورپس خوانندگی می‌کرد و همچنین آلن وست که در گروه آبیچوآری به نوازندگی گیتار مشغول بود به اجرا درآمد. سپس تری باتلر که در گروههای مساکر و دث نوازندگی گیتار بیس را بر عهده داشت به گروه پیوست و در نهایت برادر زن وی گرگ گال به عنوان درامر به آن‌ها ملحق شد.
سیکس فیت آندر دارای نه آلبوم استودیوئی می‌باشد و به گفته ساوند اسکن آلبومهای گروه رتبه چهارم پُرفروشترین آلبومها در سبک دث متال در آمریکا را به خود اختصاص داده‌اند. به‌طوری‌که بیش از سیصد و هفتاد هزار نسخه از آن‌ها تاکنون به فروش رفته‌است.

## تاریخچه

### تشکیل شدن، خالی از سکنه و تنگنا (۱۹۹۳-۱۹۹۷)
پس از پیوستن بارنز و وست به یکدیگر، آن‌ها تری باتلر را استخدام کردند، که وست با او در مساکر هم گروه بود و سپس گرگ گال که برادر زن تری باتلر بود به گروه پیوست. سیکس فیت آندر برای اولین بار در سال ۱۹۹۳ در یک باشگاه به اجرا پرداخت و آهنگ‌هایی که عمدتاً از گروههای دیگر کاور شده بود را اجرا کرد. گروه در اواسط سال ۱۹۹۴ شروع به نوشتن مطالب اصلی کرد و بارنز از آنجا که کنیبال کورپس با متال بلید قرار داد بسته بود، برای سیکس فیت آندر نیز با آن‌ها قرار داد بست.
آلبوم اول آن‌ها ، خالی از سکنه در تاریخ ۱ سپتامبر سال ۱۹۹۵ منتشر شد. خالی از سکنه توسط برایان اسلجر (که کاشف اسلیر بود) و اسکات برنز (که کاشف سپولترا بود و با نیپالم دث و دیساید و چند گروه دیگر کار می‌کرد) تولید شد. بر خلاف دیگر گروهها، سیکس فیت آندر در این آلبوم از سولو گیتار استفاده نکرد، و آهنگسازی‌ها در حال انجام کار ساخته شده بودند. با این حال، صدای خواننده واضح بود. در این هنگام کریس بارنز اولویت اصلی خود را به سیکس فیت آندر اختصاص داد و در سال ۱۹۹۶ هنگام ضبط آلبوم ننگین از کنیبال کورپس جدا شد.
گروه دومین آلبوم استودیوی خود را با نام تنگنا در تاریخ ۹ سپتامبر ۱۹۹۷ منتشر کرد. که در آن آهنگ "مرگ یا افتخار" که در مورد هولوکاست بود و ترانه "۴:۲۰" که علاقه بارنز و عشق او به ماری جوانا را نشان می داد به چشم می خورد. "۴:۲۰" در مدت زمان چهار دقیقه و ۲۰ ثانیه و در بعد از ظهر ۲۰ آوریل ۱۹۹۷ در ساعت ۴:۲۰ ضبط شده بود.

### حداکثر خشونت و قبرستان کلاسیک (۱۹۹۸-۲۰۰۰)
در سال ۱۹۹۸، آلن وست گروه را ترک کرد و به گروه آبیچوآری پیوست و استیو سوانسون که در مساکر نوازندگی می‌کرد جایگزین وی شد. این تنها تغییر در گروه تا ژانویه ۲۰۱۱ بوده‌است. همراه با خروج کامل بارنز از کنیبال کورپس و ورود سوانسون به سیکس فیت آندر، گروه تمرکز بیشتری بر روی پروژههای خود پیدا کرد.
در ۳ ژولای ۱۹۹۹، سیکس فیت آندر سومین آلبوم استودیویی خود را با نام حداکثر خشونت را منتشر کرد. همانطور که از نام آلبوم مشخص بود، اشعار در این نسخه به مراتب خشن تر از آلبوم‌های گذشته‌است. گروه همچنین آهنگ "ماشین جنگی" از گروه کیس را به سبک دث متال در این آلبوم ارائه داد. استیو سوانسون ریف و سولو خاصی را در آلبوم به وجود آورد.
حداکثر خشونت در سراسر جهان بیش از صد هزار نسخه فروش کرد، که این یک رکورد برای یک گروه دث متال به‌شمار می آمد و یک رویداد تبلیغاتی غیرمنتظره برای گروه بود. در طول تابستان سال ۲۰۰۰، گروه در تور ون وارپد حضور یافت، جشنواره که تا آن زمان معمولاً گروههای برجسته موسیقی پانک راک در آن شرکت می‌کردند.
در تاریخ ۲۴ اکتبر ۲۰۰۰ گروه آلبوم قبرستان کلاسیک را منتشر کرد، که آهنگ‌های کاور شده از گروههای مورد علاقه سیکس فیت آندر بود. صدای خواننده و سازها مانند سبک دث متال بودند، اما ریف اصلی و ریتم آهنگ‌ها دست نخورده باقی‌مانده بود. آهنگ‌های همچون "برگ شیرین" از بلک سبث ، "دود در آب" از دیپ پرپل و "مه بنفش" از جیمی هندریکس در آن به چشم می خورد.

### قتل عام واقعی و ریختن خون (۲۰۰۱-۲۰۰۳)
گروه آلبوم پنجم خود را که قتل عام واقعی نام داشت در (۷ اوت ۲۰۰۱) با حضور دو هنرمند ویژه به عنوان مهمان : ایس تی که یک خواننده رپ بود و صدای او در آهنگ "یک گلوله در چپ" بر روی فریادهای بارنز شنیده می شد، و همچنین کارن کریسیز که در آهنگ "بیماری و پیچ خوردن" صدای او در کنار بارنز به گوش می رسید، ارائه کرد. در قتل عام واقعی آهنگسازی گرو تر شده بود و آهنگ‌ها توفنده تر و بیشتر آهسته بودند، اما کمتر استاتیکی بودند. نوازندگی و تولید بهبود یافته بود و خشونت بیشتری در آهنگ‌ها دیده می شد. قتل عام واقعی در اوج خود به رتبه ۱۸ در بیلبورد رسید.
سیکس فیت آندر در یک تور طولانی که در تابستان سال ۲۰۰۲ در آمریکا شروع شد به همراه اسکینلس و اسورم انیمی شرکت کرد. در ۱۴ ژوئن گروه دی وی دی دو مرده را به همراه آلبوم اجرا زنده آن منتشر کرد. در سپتامبر ۲۰۰۲ گروه با گروه هتبرد در یک تور شرکت کرد. در کریسمس سال ۲۰۰۲ آن‌ها در جشنواره اروپا با گروههایی مانند کتکلیسم و دینگ فتیس شرکت کردند.
آلبوم بعدی گروه ریختن خون، در تاریخ ۲۳ سپتامبر ۲۰۰۳ منتشر شد. اشعار این آلبوم بسیار تیره و تاریک بود و علاوه بر این، صدای همیشگی خواننده که از گلو او ناشی می شد تغییر کرده بود، بارنز در این آلبوم شروع به استفاده از کشیدن فریادهای مسوم به دث گرول در خوانندگی خود کرد.

### قبرستان کلاسیک ۲ ، ۱۳ و یک دهه در قبر (۲۰۰۴-۲۰۰۶)
قبرستان کلاسیک ۲ در تاریخ ۱۹ اکتبر ۲۰۰۴ بیرون آمد. این آلبوم صرفاً متمرکز بود بر روی آلبوم "بازگشت از سیاهی" گروه ای‌سی/دی‌سی که در سال ۱۹۸۰ منتشر شده بود. وید کرگن منتقد سایت آل موزیک در مورد این آلبوم که به صورت دث متال ارائه شده بود و آیا یک تهدید برای این سبک بود گفت: "بدیهی است که در آثار سیکس فیت آندر یک شکاف آشکار وجود داشته باشد."
سیکس فیت آندر هفتمین آلبوم استودیویی خود را در تاریخ ۲۱ مارس ۲۰۰۵، تحت عنوان ۱۳ منتشر کرد و این در حالی بود که اشعار آلبوم را، کریس بارنز با کشیدن مقادیر زیادی ماری جوانا و فکر کردن بر روی آن‌ها نوشته بود. کیفیت صدا عالی بود، هر چند که در این آلبوم پیشنهاد شده بود که حجم صدا در حالت حداکثر باشد. آلبوم ۱۳ بازگشت قابل توجه به فرم قتل عام واقعی و سبک دث متال کلاسیک بود، این موضوع در آهنگ‌های مانند "سایه دروگر" و "تجزیه نژاد بشر" مشهود است.
متال بلید رکوردز در تاریخ ۲۸ اکتبر ۲۰۰۵ مجموعه را در پنج دیسک و با نام یک دهه در قبر منتشر کرد. دو دیسک اول بهترین ساخته‌های گروه هستند، دیسک سوم مجموعه تلفیقی کمیاب است، دیسک چهارم یکی از کنسرت‌های اول گروه در سال ۱۹۹۵ است و دیسک پنجم دی وی دی اجراء زنده گروه در سال ۲۰۰۵ می‌باشد.
در ماه نوامبر سال ۲۰۰۵، کریس بارنز به گروه دث متال تورچور کیلر که در فنلاند کار می کرند، پیوست. هم گروهی‌های جدید او از این امر به عنوان یک اتفاق بزرگ یاد کردند. گروه به نواختن آثاری از سیکس فیت آندر و آبیچوآری پرداختند. بارنز در آلبوم استودیوی ازدحام که در سال ۲۰۰۶ منتشر شد، به عنوان خواننده حضور یافت.

### فرمان، مراسم مرگ و قبرستان کلاسیک ۳ (۲۰۰۷-2011)
سیکس فیت آندر در تورهای زیادی در سال ۲۰۰۶ شرکت کرد و در استودیو شروع به ضبط آلبوم بعدی خود فرمان کرد، که در تاریخ ۱۷ آوریل ۲۰۰۷ منتشر شد. این آلبوم یک فرم خاص در آثار گروه است. به گزارش منتقد موسیقی چاد بوار، این آلبوم "ترانه‌های جاذب با سبک دث متال است... که کرشینگ سنگین دارد، اما یک کار عالی با سبک گرو نیز است."
سیکس فیت آندر در فستیوال متال فست که در سال ۲۰۰۷ و با حضور گروههای همچون بلف گور، اپنیرز فینترول و نیل برگزار شد، شرکت کرد که یکی از بهترین تورهای گروه تا به امروز است. اولین چیزی که در این آلبوم از سیکس فیت آندر دیده می‌شود، ارتقاء یانتن آهنگ هاست. با وجود اینکه پخش ویدیوهای گروه در گذشته ممنوع بود. با این حال، موزیک ویدئو "روز قیامت" از برنامه هدبنگرز بال شبکه ام تی وی، در تاریخ ۱۰ نوامبر همان سال شروع به پخش شد.
در تاریخ ۲۴ دسامبر ۲۰۰۷، سیکس فیت آندر در وب سایت خود اعلام کرد در اوایل می آلبوم استودیوی جدید خود را ضبط می‌کند. آلبوم با عنوان مراسم مرگ توسط متال بلید رکوردز در تاریخ ۱۱ نوامبر ۲۰۰۸ در ایالات متحده و ۱۷ نوامبر ۲۰۰۸ در انگلستان منتشر شد.
همانطور که اعلام شده بود در تاریخ ۳۱ ژانویه ۲۰۰۸ کریس بارنز رسماً از گروه تورچورکیلر جدا شد و جوری سلینن جایگذین وی شد. گرگ گال مشغول نوشتن و ضبط آهنگ با گروه جدید خود به نام اکزیتسکت، همراه با گیتاریست سام ویلیامز (دنیال فیند، دون با لو)، نوازنده بیس، فرانک واتکینز (آبیچوآری، گورگوروث)، گیتاریست جو کسیر (موردر سوآسید پکد، سلاپ اف رالیتی) و خواننده پل پاولویچ (اسیوک) شد.
قبرستان کلاسیک ۳ در تاریخ ۱۹ ژانویه ۲۰۱۰ منتشر شد.

### ارواح و متولد نشده ( ۲۰۱۱ تاکنون)
تری باتلر بعد از ترک کردن گروه در اوایل سال ۲۰۱۱ به گروه دث متال آبیچوآری پیوست.
در نوامبر سال ۲۰۱۱، راب آرنولد و مت دورایس در اظهارات گفتند: که گروه کیمایرا را ترک و صورت تمام وقت در سیکس فیت آندر مشغول خواهند شد. با این حال، در سال ۲۰۱۲، مت دورایس گروه را برای پیوستن به فیر فکتوری و برای پر کردن جای خالی نوازنده قدیمی بیس آن‌ها بایرون استرود ترک کرد. موقعیت خالی او توسط جف هاگل نوازنده بیس 7 سیم، که از گروه برایان دریل خارج شده بود پر شد.
گروه نهمین آلبوم خود راتحت عنوان ارواح در ۲۲ می ۲۰۱۲ منتشر کرد. در همان روز اعلام شد گیتاریست سوئدی اولاً انگلند که در گروههای اسکار پونت و فیرد نوازندگی کرده جایگزین راب آرنولد خواهد شد. اما گروه بیان کرد که راب در انتشارات آینده آن‌ها همکاری خواهد کرد.
گروه دهمین آلبوم خود را با عنوان متولد نشده را در ۱۹ مارچ ۲۰۱۳ منتشر کرد.

## سبک موسیقی
بارنز سیکس فیت آندر را به قصد ساختن موسیقی دث متال که تنها در آن از انفجار ضربه و سرعت استفاده می شد تشکیل نداد. آن‌ها بیشتر نوازندگی می‌کردند با سبک گرو دث متال مانند شیوه آبیچوآری، اجراهای آهسته تر و با سرعت معمولی، ولی به روش دث متال. پس از خروج از کنیبال کورپس سبک شعری بارنز کمی تغییر کرد، هر چند محتوای اشعار مانند گروه اول وی تکان دهنده است. بارنز به‌طور عمده در مورد خشونت می نویسد : خون ریزی، مرگ یا بعضی از گرایش‌های سیاسی از جمله غیرقانونی بودن ماری جوانا و انتقاد از دولت. در رابطه با خوانندگی کریس بارنز او را باید یکی از پیشگامان دث گرول دانست، هر چند خوانندگی تمیزی از او در بعضی از آهنگ‌ها دیده می‌شود.

## اعضا
| کنونی - کریس بارنز - آواز (۱۹۹۵ تاکنون) - استیو سوانسون - گیتار (۱۹۹۸ تاکنون) - جف هاگهل - بیس (۲۰۱۲ تاکنون) - مارکو پتروزلا - درام (۲۰۱۳ تاکنون) | پیشین - آلن وست - گیتار (۱۹۹۵ تا ۱۹۹۸) - تری باتلر - بیس (۱۹۹۵ تا ۲۰۱۱) - گرگ گال - درام (۱۹۹۵ تا ۲۰۱۱) - راب آرنولد - گیتار (۲۰۱۱ تا ۲۰۱۲) - مت دورایس - بیس (۲۰۱۱ تا ۲۰۱۲) - کوین تالی - درامز (۲۰۱۱ تا ۲۰۱۳) - اولاً انگلند - گیتار (۲۰۱۲ تا ۲۰۱۳) |

## آلبوم

### آلبوم‌های استودیوئی
| نام آلبوم           | سال انتشار |
| ۱. Haunted          | ۱۹۹۵       |
| ۲. Warpath          | ۱۹۹۷       |
| ۳. Maximum Violence | ۱۹۹۹       |
| ۴. True Carnage     | ۲۰۰۱       |
| ۵. Bringer of Blood | ۲۰۰۳       |
| ۶. ۱۳               | ۲۰۰۵       |
| ۷. Commandment      | ۲۰۰۷       |
| ۸.Death Rituals     | ۲۰۰۸       |
| 9.Undead            | ۲۰۱۲       |
| 10.Unborn           | ۲۰۱۳       |